# قطعنامه ۱۱۸ شورای امنیت
قطعنامه ۱۱۸ شورای امنیت سازمان ملل متحد که در تاریخ ۱۳ اکتبر ۱۹۵۶ تصویب شد، سندی بین‌المللی دربارهٔ شکایت توسط فرانسه و بریتانیا در مقابل مصر است. این قطعنامه طی نشست ۷۴۳ام با ۱۱ موافق، ۰ مخالف و ۰ ممتنع تصویب شد.